# Дошкоподібні корені

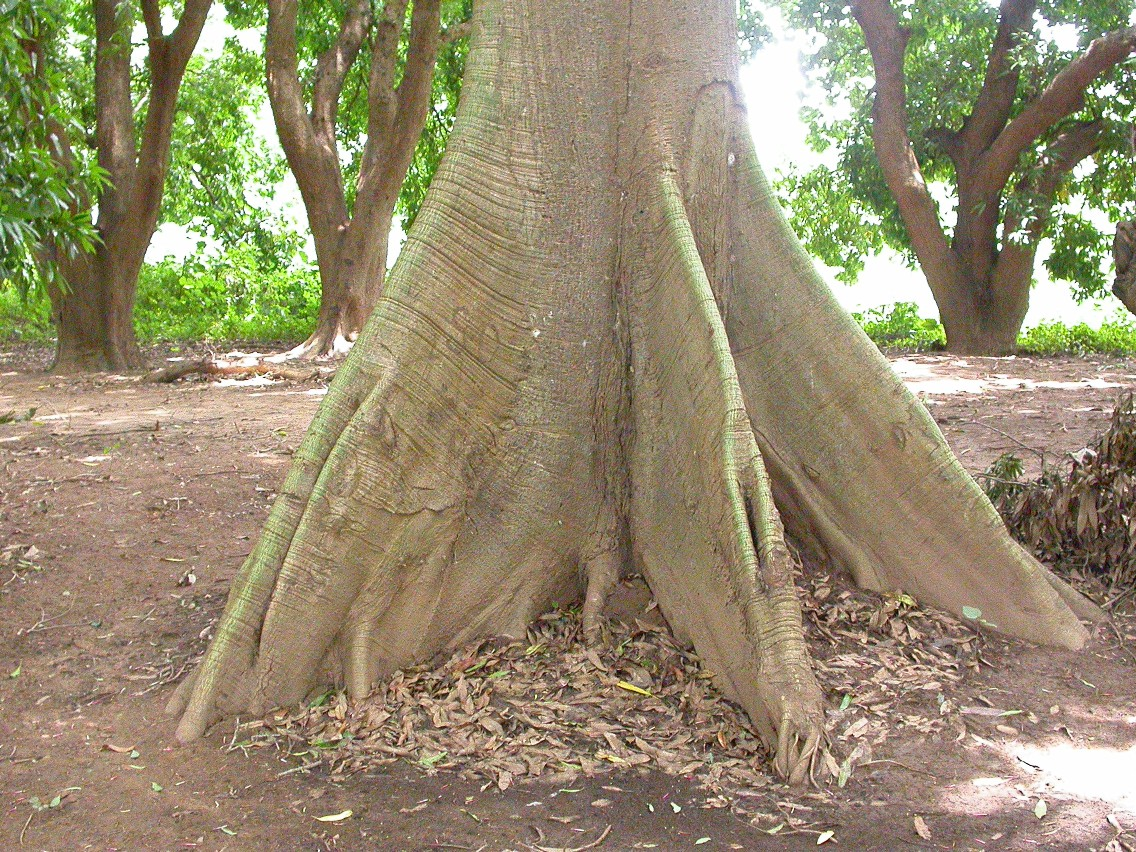
Коріння Ceiba pentandra

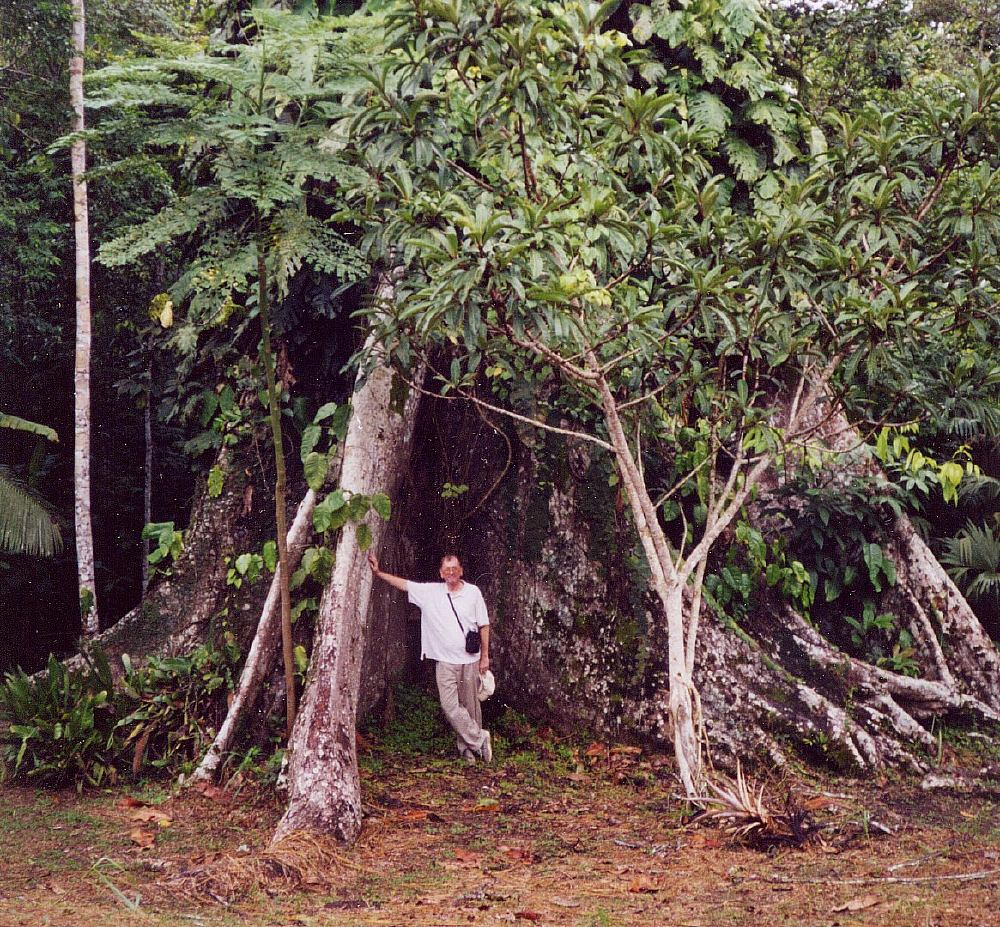
Великі корені у басейні Амазонки

Дошкоподібні корені — вид коренів, що підпирають високі види дерев у тропічних лісах. Зазвичай зустрічаються на збіднених ґрунтах дощових лісів, де, не проникаючи вглиб товщі землі виконують функцію контрфорсів, для того щоб утримати дерево від падіння. Можуть рости на стовбурі до 9 метрів висоти над землею.
Рифлені стовбури деяких рослин (Inocarpus fagifer) вважають зачатком дошкоподібних коренів. 
Недорозвинуті дошкоподібні корені можна спостерігати у деяких видів дерев що ростуть на території Україні — бук, в'яз, тополя.